# Сигизмунд Франц Австрийский
Сигизму́нд Фра́нц Австри́йский (нем. Sigismund Franz von Österreich; 27 ноября 1630, Инсбрук, графство Тироль, Священная Римская империя — 25 июня 1665, там же) — немецкий принц из дома Габсбургов, князь-епископ Трентский, князь-епископ Гуркский и князь-епископ Аугсбургский без посвящения в духовный сан.
После смерти старшего брата Фердинанда Карла Австрийского, он отказался от правления над всеми княжествами-епископствами и наследовал светские титулы эрцгерцога Австрийского и графа Тирольского. Умер менее, чем через месяц после этого, став последним мужским представителем Тирольской ветви дома Габсбургов.

## Биография
Сигизмунд Франц родился в Инсбруке 27 ноября 1630 года. Он был вторым сыном Леопольда V, эрцгерцога Австрийского и графа Тирольского из дома Габсбургов и принцессы Клавдии Тосканской из дома Медичи. По линии отца приходился внуком Карлу II, эрцгерцогу Австрийскому и принцессе Марии Анне Баварской. По линии матери был внуком Фердинанда I, великого герцога Тосканского и принцессы Кристины Лотарингской.

### Князь-епископ
С самого детства Сигизмунда Франца, как младшего сына, готовили к церковной карьере. 21 мая 1640 года он был избран епископом-коадъютором Аугсбурга, и в свой одиннадцатый день рождения, 27 ноября 1641 года, утверждён в этом титуле. 25 июня 1646 года стал князь-епископом Аугсбурга. 2 ноября 1653 года был избран также князь-епископом Гурка и 25 февраля 1654 года утверждён в этом титуле. Наконец, 7 февраля 1659 года он приобрёл ещё один духовный титул, став князь-епископом Трента. Правя тремя княжествами-епископствами и собирая с них бенефиции, Сигизмунд Франц никогда не был посвящён в духовный сан.

### Эрцгерцог и граф
30 декабря 1662 года умер его старший брат, эрцгерцог Фердинанд Карл Австрийский, который не оставил наследников мужского пола. Сигизмунд Франц стал правителем наследных земель. Затем он отказался от управления княжествами-епископствами и принял титулы эрцгерцога Австрийского и графа Тирольского. За короткое время правления, прерванного преждевременной смертью, ему удалось улучшить экономическое положение в обоих феодах.
Тогда же он принял решение жениться. Ему было отказано в руке принцессы Марии Гедвиги Гессен-Дармштадтской из-за того, что она была протестанткой, а он католиком. 3 июня 1665 года Сигизмунд Франц сочетался браком по доверенности с принцессой Гедвигой Августой Зульцбахской (15.4.1650 — 23.11.1681), дочерью Кристиана Августа, пфальцграфа Зульцбахского и Амалии Нассау-Зигенской. Спустя двадцать два дня после этого, он скоропостижно скончался от инсульта. Таким образом, заключённый брак не получил фактического оформления. На время смерти за ним значился лишь один духовный титул — князя-епископа-эмерита Аугсбургского. Его похоронили в церкви иезуитов в Инсбруке.
Со смертью Сигизмунда Франца 25 июня 1665 года прервалась Тирольская ветвь рода Габсбургов. Ближайший родственник покойного, Леопольд I, император Священной Римской империи, унаследовал все его феоды под именем Леопольда VI.
Сохранились детский и два взрослых портрета Сигизмунда Франца Австрийского. Один из взрослых портретов кисти Джованни Марии Моранди, написанный в 1665 году, хранится в собрании Музея истории искусств в Вене. Авторы другого взрослого портрета и детского портрета неизвестны. Сохранилась также гравюра с изображением Сигизмунда Франца работы Иоганна Фридриха Росбаха. В 1663 году Франческо Сбарра, придворный поэт императора Леопольда I, сочинил в его честь музыкальную идиллию.